# 칼레손의 정리
칼레손의 정리(영어: Carleson's theorem)는 L² 함수의 푸리에 급수가 거의 모든 곳에서 원래 함수로 수렴한다는 중요한 정리이다. 스웨덴 수학자 렌나르트 칼레손이 1966년에 증명하였다. 1968년에 미국 수학자 리처드 헌트는 이를 확장하여 p ∈ (1, ∞)일 때 Lp 함수에 대해서도 마찬가지임을 보였다. 때문에 이 결과를 칼레손-헌트 정리(영어: Carleson-Hunt theorem)라고도 부른다. 푸리에 변환에 대해서도 비슷한 결과가 성립한다.

## 정의
{\displaystyle p\in (1,\infty )}일 때, {\displaystyle f}가 {\displaystyle \operatorname {L} ^{p}} 주기함수이고 {\displaystyle f}의 푸리에 계수가 {\displaystyle {\hat {f}}(n)}이라 하자. 그러면 거의 모든 {\displaystyle x}에 대해
{\displaystyle \lim _{N\rightarrow \infty }\sum _{|n|\leq N}{\hat {f}}(n)e^{inx}=f(x)}
이다. 또 푸리에 변환에 대해서는 다음이 성립한다.
{\displaystyle p\in (1,\infty )}일 때, 함수 {\displaystyle f\in \operatorname {L} ^{p}(\mathbb {R} )}의 푸리에 변환을 {\displaystyle {\hat {f}}(\xi )}라 하자. 그러면 거의 모든 {\displaystyle x\in \mathbb {R} }에 대해
{\displaystyle \lim _{R\rightarrow \infty }\int _{|\xi |\leq R}{\hat {f}}(\xi )e^{2\pi ix\xi }\,d\xi =f(x)}
이다.

## 역사
19세기 초 푸리에 급수가 발견된 이래, 연속 함수의 푸리에 급수가 원래 함수로 점마다 수렴하느냐 하는 푸리에의 질문은 오랫동안 풀리지 않은 채 남아 있었다.
더 강한 조건을 가정하면 푸리에 급수가 모든 곳에서 수렴함을 쉽게 보일 수 있다. 예를 들어 유계 변동 함수의 푸리에 급수는 모든 점에서 원래 함수의 국소적 평균값으로 수렴한다. 또 연속 미분 가능 함수의 푸리에 급수는 모든 점에서 원래 함수로 수렴한다. 이를 보인 디리클레는 연속함수에 대해서도 마찬가지일 것이라는 의견을 표했다. 급수가 모든 점에서 수렴하도록 하는 또다른 방법은 합하는 방식을 바꾸는 것이다. 예를 들어 페예르의 정리에 따르면, 일반적인 급수의 합 대신 체사로 합을 사용할 때 연속함수의 푸리에 급수는 원래 함수로 균등수렴한다. 또, L² 노름에서 L² 함수의 푸리에 급수가 원래 함수로 수렴함은 쉽게 보일 수 있다.
디리클레 이후 리만, 바이어슈트라스, 데데킨트 등의 수학자들도 연속함수의 푸리에 급수는 모든 곳에서 원래 함수로 수렴할 것이라 추측했다. 그러나 1876년, 파울 뒤 부아레몽(Paul du Bois-Reymond)이 푸리에 급수가 한 점에서 발산하는 연속함수의 예를 발견함으로써 이는 거짓으로 드러났다.
1915년에 니콜라이 루진은 L² 함수의 푸리에 급수가 거의 모든 점에서 원래 함수로 수렴할 것이라는 추측을 제시하였다. 1966년에 칼레손이 이를 증명하기 전까지 이 문제는 ‘루진의 추측’으로 알려져 있었다. 1923년에 콜모고로프는 거의 모든 곳에서 푸리에 급수가 발산하는 L¹ 함수의 예를 발견하였다. (그리고 1926년에는 모든 곳에서 발산하는 예를 발견했다.) 칼레손의 정리 이전까지 Lp 함수의 푸리에 급수의 부분합 sn에 대해 알려진 가장 좋은 추정값은 다음과 같았다.
{\displaystyle s_{n}(x)=o(\log(n)^{1/p})} (거의 모든 곳에서)
이는 콜모고로프·셀리베르스토프·플레스너가 p = 2인 경우를 보였고, 하디가 p = 1인 경우를, 리틀우드·페일리가 p > 1인 경우를 보였다. 이후 수십 년간 이 문제는 진척이 없었으며 몇몇 전문가들은 루진의 추측이 거짓일지도 모른다고 생각하게 되었다. 처음에 칼레손은 루진의 추측에 반례가 되는 연속함수를 찾으려 했다가 실패했다. 그때부터 그는 루진의 추측이 참일지도 모른다고 생각했고, 증명하기로 마음먹었다.
1968년에 리처드 헌트는 칼레손의 정리가 p > 1인 경우에도 성립함을 보였다. 그는 자신의 증명이 칼레손의 증명의 “다소 뻔한”(rather obvious) 확장이라고 하였다.

## 참고 문헌
- Carleson, Lennart (1966), “On convergence and growth of partial sums of Fourier series”, 《Acta Mathematica》 116 (1): 135–157, doi:10.1007/BF02392815, MR 0199631
- Hunt, Richard A. (1968), 〈On the convergence of Fourier series〉, 《Orthogonal Expansions and their Continuous Analogues Proc. Conf., Edwardsville, Ill., 1967》, Carbondale, Ill.: Southern Illinois Univ. Press, 235–255쪽, MR 0238019
- Kolmogorov, Andrey Nikolaevich (1923), “Une série de Fourier–Lebesgue divergente presque partout”, 《Polska Akademia Nauk. Fundamenta Mathematicae》 4: 324–328
- Zygmund, A. (2002) [1935], 《Trigonometric series. Vol. I, II》, Cambridge Mathematical Library 3판, Cambridge University Press, ISBN 978-0-521-89053-3, MR 1963498